# Yadel Martínez
Yadel Martínez, (Holguín, 05 de janeiro de 1985) é um árbitro de futebol cubano que faz parte do quadro da Federação Internacional de Futebol (FIFA) desde 2013.

## Carreira
Yadel Martínez foi árbitro da Copa América de 2016.